# Karadzsalar
Karadzsalar (macedónul: Караџалар) település Észak-Macedóniában, a Délkeleti körzetben, a Radovisi járásban.

## Népesség
| Lakosok száma | 103  | 118  | 14   |      |
|               | 1948 | 1953 | 1961 | 1971 |

- 2002-ben lakatlan település, korábban törökök lakták.